# Übereinkommen über nukleare Sicherheit
Das Übereinkommen über nukleare Sicherheit oder Nukleare Sicherheitskonvention (eng. Convention on Nuclear Safety) ist ein multilaterales Abkommen zur weltweiten Erhöhung der Sicherheit ziviler Kernkraftwerke. Das Übereinkommen wurde zwischen den Jahren 1992 und 1994 in mehreren Expertenrunden entwickelt und am 17. Juni 1994 in Wien verabschiedet. Es trat am 24. Oktober 1996 in Kraft. Bislang wurde das Abkommen von 65 Vertragsparteien unterzeichnet und von 60 Staaten sowie von EURATOM ratifiziert.

## Ziele und Inhalt
Artikel 1 des Übereinkommens definiert die Ziele wie folgt:

„i) Erreichung und Beibehaltung eines weltweit hohen Standes nuklearer Sicherheit durch Verbesserung innerstaatlicher Maßnahmen und internationaler Zusammenarbeit, gegebenenfalls einschließlich sicherheitsbezogener technischer Zusammenarbeit;

ii) Schaffung und Beibehaltung wirksamer Abwehrvorkehrungen in Kernanlagen gegen mögliche
radiologische Gefahren, um den einzelnen, die Gesellschaft und die Umwelt vor schädlichen Auswirkungen der von solchen Anlagen ausgehenden ionisierenden Strahlung zu
schützen;

iii) Verhütung von Unfällen mit radiologischen Folgen und Milderung solcher Folgen, falls sie eintreten.“

Zum Erreichen der Ziele soll die im Übereinkommen vereinbarte Verpflichtung beitragen, alle drei Jahre einen nationalen Bericht über die Umsetzung des Übereinkommens vorzulegen und an den Überprüfungskonferenzen teilzunehmen.
Das Übereinkommen beinhaltet Regelungen zum Rahmen für die Gesetzgebung und den Vollzug, zur Errichtung einer zuständigen staatlichen Stelle, zur Verantwortung des Genehmigungsinhabers, zum Vorrang der Sicherheit, zu Finanzmittel und Personal, zu menschlichen Faktoren, zur Qualitätssicherung, zur Bewertung und Nachprüfung der Sicherheit, zum Strahlenschutz und zur Notfallvorsorge. Des Weiteren finden sich Regelungen zur Anlagensicherheit, insbesondere zur Standortwahl, zur Auslegung und zum Bau sowie zum Betrieb.
Dabei sind die Inhalte des Übereinkommens an die Aussagen der „Safety Fundamentals“ /Safety Series 110/ der Internationalen Atomenergie-Organisation IAEO angelehnt.

## Vertragsparteien
Am 11. November 2010 hatte das Übereinkommen über nukleare Sicherheit 72 Vertragsparteien und 65 Unterzeichnerstaaten.
Ägypten*, Algerien*, Argentinien, Armenien, Australien, Bahrain, Bangladesch, Belarus, Belgien, Bosnien und Herzegowina, Brasilien, Bulgarien, Chile, China, Dänemark, Deutschland, Estland, Finnland, Frankreich, Ghana*, Griechenland,  Indien, Indonesien, Irland, Island, Israel*, Italien, Japan, Jordanien, Kanada, Kasachstan, Korea, Kroatien, Kuba*, Kuwait, Lettland, Libanon, Libyen,  Litauen, Luxemburg, Mali, Malta, Marokko*, Mazedonien, Mexiko, Moldau, Monaco*, Nicaragua*, Niederlande, Nigeria, Norwegen, Österreich, Pakistan, Peru, Philippinen*, Polen, Portugal,  Rumänien, Russland, Saudi-Arabien, Schweden, Schweiz, Senegal, Singapur, Slowakei, Slowenien, Spanien, Sri Lanka, Südafrika, Sudan*, Syrien*, Tschechien, Tunesien, Türkei, Ukraine, Ungarn, Uruguay, Vereinigte Arabische Emirate, Vereinigtes Königreich, Vereinigte Staaten von Amerika, Vietnam, Zypern, EURATOM
* Noch nicht in Kraft getreten